# Aeria
Aeria  è una caratteristica di albedo della superficie di Marte.